# Dmitrij Orlov

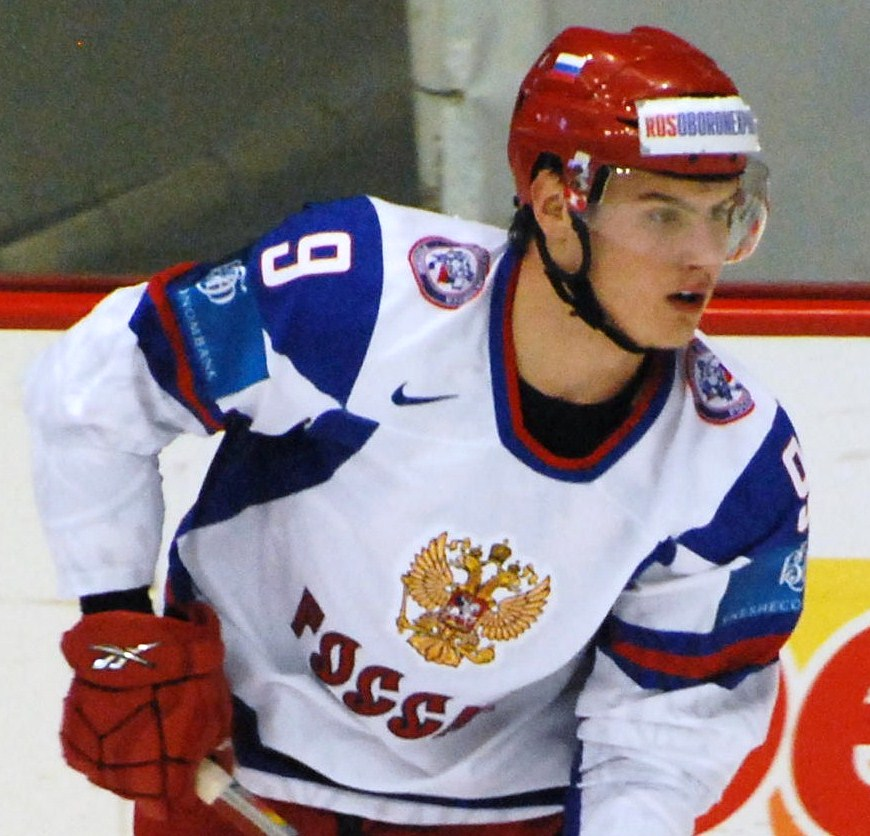
Dmitrij Orlov, 2009.

Dmitrij Vladimirovitj Orlov, ryska: Дмитрий Владимирович Орлов, född 23 juli 1991, är en rysk professionell ishockeyback som spelar för Boston Bruins i National Hockey League (NHL).
Han har tidigare spelat för Washington Capitals i NHL; Metallurg Novokuznetsk i Ryska superligan (RSL) och Kontinental Hockey League (KHL); Hershey Bears i American Hockey League (AHL) samt Kuznetskie Medvedi i Molodjozjnaja chokkejnaja liga (MHL).
Orlov draftades av Washington Capitals i andra rundan i 2009 års draft som 55:e spelare totalt.

## Statistik
| Källa: Utv = Utvisningsminuter Uppdaterad: 2023-05-11 | Källa: Utv = Utvisningsminuter Uppdaterad: 2023-05-11 | Källa: Utv = Utvisningsminuter Uppdaterad: 2023-05-11 |                               | Grundserie                    | Grundserie                    | Grundserie                    | Grundserie                    | Grundserie                    |                               | Slutspel                      | Slutspel                      | Slutspel                      | Slutspel                      | Slutspel                      |                               |
| Säsong                                                | Lag                                                   | Liga                                                  | Matcher                       | Mål                           | Assist                        | Poäng                         | Utv                           | Matcher                       | Mål                           | Assist                        | Poäng                         | Utv                           |                               |                               |                               |
| ----------------------------------------------------- | ----------------------------------------------------- | ----------------------------------------------------- | ----------------------------- | ----------------------------- | ----------------------------- | ----------------------------- | ----------------------------- | ----------------------------- | ----------------------------- | ----------------------------- | ----------------------------- | ----------------------------- | ----------------------------- | ----------------------------- | ----------------------------- |
| 2007–2008                                             | Metallurg Novokuznetsk                                | RSL                                                   | 6                             | 0                             | 0                             | 0                             | 0                             | —                             | —                             | —                             | —                             | —                             |                               |                               |                               |
|                                                       | Metallurg Novokuznetsk-2                              | RUS-3                                                 | 12                            | 1                             | 3                             | 4                             | 10                            | —                             | —                             | —                             | —                             | —                             |                               |                               |                               |
| 2008–2009                                             | Metallurg Novokuznetsk                                | KHL                                                   | 15                            | 1                             | 0                             | 1                             | 4                             | —                             | —                             | —                             | —                             | —                             |                               |                               |                               |
|                                                       | Metallurg Novokuznetsk-2                              | RUS-3                                                 | 7                             | 0                             | 1                             | 1                             | 6                             | —                             | —                             | —                             | —                             | —                             |                               |                               |                               |
| 2009–2010                                             | Metallurg Novokuznetsk                                | KHL                                                   | 41                            | 4                             | 3                             | 7                             | 49                            | —                             | —                             | —                             | —                             | —                             |                               |                               |                               |
|                                                       | Kuznetskie Medvedi                                    | MHL                                                   | 7                             | 7                             | 6                             | 13                            | 6                             | 17                            | 9                             | 10                            | 19                            | 26                            |                               |                               |                               |
| 2010–2011                                             | Metallurg Novokuznetsk                                | KHL                                                   | 45                            | 2                             | 11                            | 13                            | 43                            | —                             | —                             | —                             | —                             | —                             |                               |                               |                               |
|                                                       | Kuznetskie Medvedi                                    | MHL                                                   | 1                             | 0                             | 0                             | 0                             | 0                             | —                             | —                             | —                             | —                             | —                             |                               |                               |                               |
|                                                       | Hershey Bears                                         | AHL                                                   | 19                            | 2                             | 7                             | 9                             | 12                            | 6                             | 0                             | 1                             | 1                             | 4                             |                               |                               |                               |
| 2011–2012                                             | Washington Capitals                                   | NHL                                                   | 60                            | 3                             | 16                            | 19                            | 18                            | —                             | —                             | —                             | —                             | —                             |                               |                               |                               |
|                                                       | Hershey Bears                                         | AHL                                                   | 15                            | 4                             | 5                             | 9                             | 12                            | —                             | —                             | —                             | —                             | —                             |                               |                               |                               |
| 2012–2013                                             | Washington Capitals                                   | NHL                                                   | 5                             | 0                             | 1                             | 1                             | 0                             | —                             | —                             | —                             | —                             | —                             |                               |                               |                               |
|                                                       | Hershey Bears                                         | AHL                                                   | 31                            | 3                             | 4                             | 17                            | 20                            | 4                             | 1                             | 2                             | 3                             | 4                             |                               |                               |                               |
| 2013–2014                                             | Washington Capitals                                   | NHL                                                   | 54                            | 3                             | 8                             | 11                            | 19                            | —                             | —                             | —                             | —                             | —                             |                               |                               |                               |
|                                                       | Hershey Bears                                         | AHL                                                   | 11                            | 3                             | 6                             | 9                             | 4                             | —                             | —                             | —                             | —                             | —                             |                               |                               |                               |
| 2014–2015                                             | Washington Capitals                                   | NHL                                                   | Spelade ej på grund av skada. | Spelade ej på grund av skada. | Spelade ej på grund av skada. | Spelade ej på grund av skada. | Spelade ej på grund av skada. | Spelade ej på grund av skada. | Spelade ej på grund av skada. | Spelade ej på grund av skada. | Spelade ej på grund av skada. | Spelade ej på grund av skada. | Spelade ej på grund av skada. | Spelade ej på grund av skada. | Spelade ej på grund av skada. |
|                                                       | Hershey Bears                                         | AHL                                                   | 3                             | 0                             | 3                             | 3                             | 4                             | —                             | —                             | —                             | —                             | —                             |                               |                               |                               |
| 2015–2016                                             | Washington Capitals                                   | NHL                                                   | 82                            | 8                             | 21                            | 29                            | 26                            | 11                            | 0                             | 1                             | 1                             | 2                             |                               |                               |                               |
| 2016–2017                                             | Washington Capitals                                   | NHL                                                   | 82                            | 6                             | 27                            | 33                            | 51                            | 13                            | 0                             | 3                             | 3                             | 2                             |                               |                               |                               |
| 2017–2018                                             | Washington Capitals                                   | NHL                                                   | 82                            | 10                            | 21                            | 31                            | 22                            | 24                            | 2                             | 6                             | 8                             | 4                             |                               |                               |                               |
| 2018–2019                                             | Washington Capitals                                   | NHL                                                   | 82                            | 3                             | 26                            | 29                            | 33                            | 7                             | 0                             | 4                             | 4                             | 4                             |                               |                               |                               |
| 2019–2020                                             | Washington Capitals                                   | NHL                                                   | 69                            | 4                             | 23                            | 27                            | 36                            | 8                             | 0                             | 3                             | 3                             | 4                             |                               |                               |                               |
| 2020–2021                                             | Washington Capitals                                   | NHL                                                   | 51                            | 8                             | 14                            | 22                            | 20                            | 5                             | 0                             | 3                             | 3                             | 6                             |                               |                               |                               |
| 2021–2022                                             | Washington Capitals                                   | NHL                                                   | 76                            | 12                            | 23                            | 35                            | 44                            | 6                             | 0                             | 1                             | 1                             | 2                             |                               |                               |                               |
| 2022–2023                                             | Washington Capitals                                   | NHL                                                   | 43                            | 3                             | 16                            | 19                            | 10                            | —                             | —                             | —                             | —                             | —                             |                               |                               |                               |
|                                                       | Boston Bruins                                         | NHL                                                   | 23                            | 4                             | 13                            | 17                            | 12                            | 7                             | 0                             | 8                             | 8                             | 2                             |                               |                               |                               |
| NHL totalt                                            | NHL totalt                                            | NHL totalt                                            | 709                           | 64                            | 209                           | 273                           | 291                           | 81                            | 2                             | 29                            | 31                            | 26                            |                               |                               |                               |
| KHL totalt                                            | KHL totalt                                            | KHL totalt                                            | 101                           | 7                             | 14                            | 21                            | 96                            | —                             | —                             | —                             | —                             | —                             |                               |                               |                               |
| MHL totalt                                            | MHL totalt                                            | MHL totalt                                            | 8                             | 7                             | 6                             | 13                            | 6                             | 17                            | 9                             | 10                            | 19                            | 26                            |                               |                               |                               |

### Internationellt
| Uppdaterad: 2023-02-24 | Uppdaterad: 2023-02-24 | Uppdaterad: 2023-02-24 |               | Källa: Utv = Utvisningsminuter | Källa: Utv = Utvisningsminuter | Källa: Utv = Utvisningsminuter | Källa: Utv = Utvisningsminuter | Källa: Utv = Utvisningsminuter |
| År                     | Lag                    | Mästerskap             | Matcher       | Mål                            | Assists                        | Poäng                          | Utv                            |                                |
| ---------------------- | ---------------------- | ---------------------- | ------------- | ------------------------------ | ------------------------------ | ------------------------------ | ------------------------------ | ------------------------------ |
| 2008                   | Ryssland               | U18-VM                 | 6             | 0                              | 1                              | 1                              | 0                              |                                |
| 2008                   | Ryssland               | Ivan Hlinka            | 4             | 1                              | 0                              | 1                              | 6                              |                                |
| 2009                   | Ryssland               | U18-VM                 | 7             | 2                              | 2                              | 4                              | 6                              |                                |
| 2010                   | Ryssland               | JVM                    | 6             | 0                              | 4                              | 4                              | 4                              |                                |
| 2011                   | Ryssland               | JVM                    | 7             | 1                              | 8                              | 9                              | 6                              |                                |
| 2014                   | Ryssland               | VM                     | 3             | 0                              | 1                              | 1                              | 2                              |                                |
| 2016                   | Ryssland               | VM                     | 6             | 0                              | 3                              | 3                              | 2                              |                                |
| 2016                   | Ryssland               | WC                     | 4             | 0                              | 0                              | 0                              | 4                              |                                |
| 2017                   | Ryssland               | VM                     | 5             | 1                              | 0                              | 1                              | 0                              |                                |
| 2019                   | Ryssland               | VM                     | 10            | 2                              | 4                              | 6                              | 2                              |                                |
| 2021                   | ROC                    | VM                     | 3             | 0                              | 2                              | 2                              | 0                              |                                |
| Junior totalt          | Junior totalt          | Junior totalt          | Junior totalt | 30                             | 4                              | 15                             | 19                             | 22                             |
| Senior totalt          | Senior totalt          | Senior totalt          | Senior totalt | 31                             | 3                              | 10                             | 13                             | 10                             |